# Diócesis de Yanggu
La diócesis de Yanggu o de Yangku (en latín: Dioecesis Iamcuvensis y en chino: 天主教陽穀教区) es una circunscripción eclesiástica de la Iglesia católica en China. Se trata de una diócesis latina, sufragánea de la arquidiócesis de Jinan. Desde el 7 de mayo de 2000 su obispo es Joseph Zhao Feng-chang, aunque para el Anuario Pontificio está vacante desde el 28 de febrero de 1973. La Asociación Patriótica Católica China en 2004 fusionó la diócesis de Yanggu con la diócesis de Linqing (corresponde a la prefectura apostólica de Linqing elevada a diócesis en año desconocido), para erigir la diócesis de Liaocheng, sin asentimiento de la Santa Sede.

## Territorio y organización
La diócesis tiene 3244 km² y extiende su jurisdicción sobre los fieles católicos de rito latino residentes en parte de la provincia de Shandong.
La sede de la diócesis se encuentra en Po-Li-Chwan, en el condado de Yanggu de la ciudad prefectura de Liaocheng, en donde se halla la Catedral de San José.
En 1960 en la diócesis existían 4 parroquias.

## Historia
La prefectura apostólica de Yanggu fue erigida el 13 de diciembre de 1933 con la bula Ad melius del papa Pío XI, obteniendo el territorio del vicariato apostólico de Yanzhoufu (hoy diócesis de Yanzhou).
El 11 de julio de 1939 la prefectura apostólica fue elevada al rango de vicariato apostólico con la bula Apostolica de Yangku del papa Pío XII.
El 11 de abril de 1946 el vicariato apostólico fue elevado a diócesis con la bula Quotidie Nos del papa Pío XII.
En diciembre de 1946 el Partido Comunista de China capturó Liaocheng, se impuso en la guerra civil y proclamó la República Popular China el 1 de octubre de 1949. El 4 de septiembre de 1951 China comunista expulsó al nuncio apostólico Antonio Riberi y la Santa Sede continuó reconociendo a la República de China en Taiwán como el legítimo gobierno chino. Todos los misioneros extranjeros fueron expulsados de China comunista en 1952.
La Asociación Patriótica Católica China fue creada con el apoyo de la Oficina de Asuntos Religiosos de la República Popular de China en 1957, con el objetivo de controlar las actividades de los católicos en China. Su nombre público es Iglesia católica china y es referida como la "Iglesia oficial" en contraposición a la "Iglesia subterránea" o "Iglesia clandestina" leal a la Santa Sede.
En el período de 1966 a 1976 la Revolución Cultural se ensañó especialmente contra la religión, destruyéndose numerosas iglesias y cesaron todas las actividades religiosas en la diócesis. La diócesis reasumió sus actividades en la década de 1980.
Desde el 7 de mayo de 2000 Joseph Zhao Fengchang es el obispo de la diócesis. Para las autoridades chinas, la diócesis de Yanggu y la prefectura apostólica de Linqing forman un único distrito eclesiástico con el nombre de diócesis de Liaocheng. A principios del nuevo año 2011 se consagró en Liaocheng la nueva catedral dedicada a San José.
El 22 de septiembre de 2018 se firmó en Pekín el Acuerdo provisional entre la Santa Sede y la República Popular de China sobre el nombramiento de los obispos. El 22 de octubre de 2020 el acuerdo fue prorrogado por otros dos años y en octubre de 2022 por otros dos años más. La oficialización de Jin Yangke como obispo de Ningbo (en el marco del acuerdo de 2018 entre China y la Santa Sede) llegó el 18 de agosto de 2020.
Debido a la situación particular de la Iglesia católica en China, la Santa Sede no nombra obispos para las diócesis chinas, que son sedes oficialmente vacantes incluso en presencia de obispos reconocidos por Roma.

## Estadísticas
Según el Anuario Pontificio 2002 la diócesis tenía a fines de 1960 un total de 10 237 fieles bautizados.
| Año                                                                             | Población            | Población | Población      | Sacerdotes | Sacerdotes    | Sacerdotes    | Bautizados por sacerdote | Diáconos permanentes | Religiosos | Religiosos | Parroquias |
| Año                                                                             | Bautizados católicos | Total     | % de católicos | Total      | Clero secular | Clero regular | Bautizados por sacerdote | Diáconos permanentes | Varones    | Mujeres    | Parroquias |
| ------------------------------------------------------------------------------- | -------------------- | --------- | -------------- | ---------- | ------------- | ------------- | ------------------------ | -------------------- | ---------- | ---------- | ---------- |
| 1960                                                                            | 10 237               | 1 430 000 | 0.7            | 53         | 41            | 12            | 193                      |                      |            | 26         | 4          |
| Fuente: Catholic-Hierarchy, que a su vez toma los datos del Anuario Pontificio. |                      |           |                |            |               |               |                          |                      |            |            |            |

## Episcopologio
- Thomas Tien Ken-sin, S.V.D. † (23 de febrero de 1934-10 de noviembre de 1942 nombrado vicario apostólico de Qingdao)
- Thomas Niu Hui-ching † (12 de enero de 1943-28 de febrero de 1973 falleció)
  - Sede vacante
  - Joseph Li Bing-yao, S.V.D. † (1990 consagrado-25 de noviembre de 1995 falleció)
  - Joseph Zhao Feng-chang, consagrado el 7 de mayo de 2000